# وو كوك هانغ
وو كوك هانغ (بالصينية: 胡國雄) هو مدرب كرة قدم ولاعب كرة قدم صيني، ولد في 22 مايو 1949 في هونغ كونغ في الصين، وتوفي بنفس المكان في 15 يونيو 2015 بسبب سرطان. شارك مع منتخب هونغ كونغ لكرة القدم. أما مع النوادي، فقد لعب مع نادي جنوب الصين.